# Blaisy-Haut
Blaisy-Haut ist eine französische Gemeinde mit 125 Einwohnern (Stand: 1. Januar 2022) im Département Côte-d’Or in der Region Bourgogne-Franche-Comté. Sie gehört zum Arrondissement Dijon und zum Kanton Talant.

## Geographie
Blaisy-Haut liegt etwa 21 Kilometer westnordwestlich von Dijon. Die Gemeinde wird umgeben von Blaisy-Bas im Norden und Westen, Trouhaut im Norden, Panges im Osten und Nordosten, Baume-la-Roche im Osten und Südosten sowie Savigny-sous-Mâlain im Süden. 

## Bevölkerungsentwicklung
| Jahr                       | 1962 | 1968 | 1975 | 1982 | 1990 | 1999 | 2006 | 2013 | 2019 |
| Einwohner                  | 82   | 78   | 70   | 73   | 101  | 104  | 115  | 125  | 128  |
| Quellen: Cassini und INSEE |      |      |      |      |      |      |      |      |      |

## Sehenswürdigkeiten

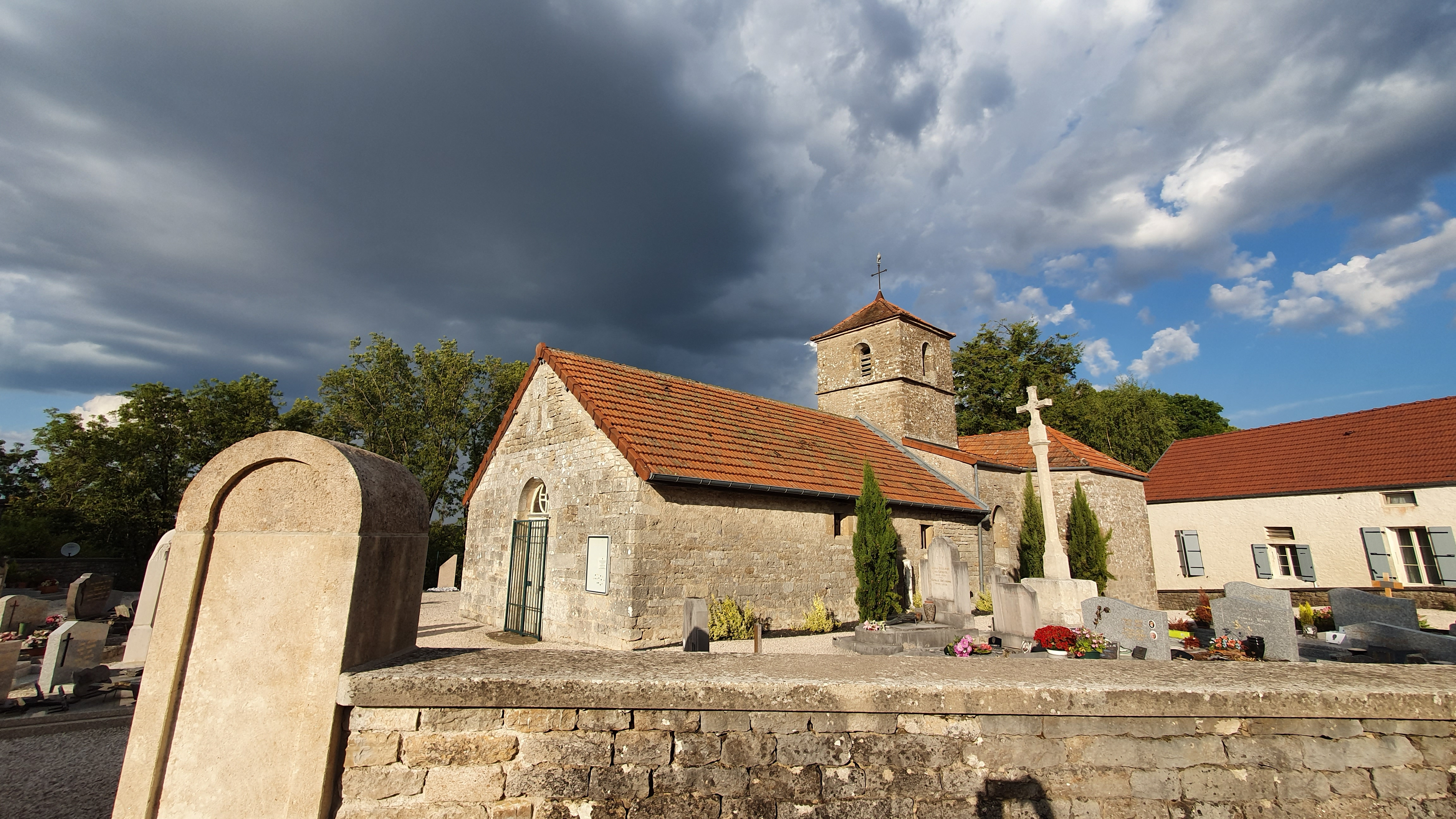
Kirche St. Martin

- Burg Blaisy-Haut
- Mühle